# Arado Ar 95
Arado 95 là một loại thủy phi cơ tuần tra trinh sát một động cơ, do hãng Arado của Đức thiết kế chế tạo vào cuối thập niên 1930. Loại máy bay này được Chile và Thổ Nhĩ Kỳ đặt mua, chỉ có một số lượng nhỏ được Kriegsmarine (Hải quân Đức) sử dụng khi Chiến tranh thế giới II nổ ra.

## Quốc gia sử dụng
Chile
- Không quân Chile

 Germany
- Luftwaffe

 Tây Ban Nha
- Không quân Tây Ban Nha

## Tính năng kỹ chiến thuật (Arado 95A-1)
Dữ liệu lấy từ Warplanes of the Luftwaffe 

### Đặc điểm riêng
- Tổ lái: 2
- Chiều dài: 11,10 m (36 ft 5 in)
- Sải cánh: 12,50 m (41 ft 0 in)
- Chiều cao: 3,60 m (11 ft 9¾ in)
- Diện tích cánh: 45,4 m² (488,7 ft²)
- Trọng lượng rỗng: 2.450 kg (5.402 lb)
- Trọng lượng cất cánh tối đa: 3.560 kg (7.870 lb)
- Động cơ: 1 × BMW 132De, 656 kW (880 hp)

### Hiệu suất bay
- Vận tốc cực đại: 310 km/h (168 kn, 193 mph) trên độ cao 3.000 m (9.840 ft)
- Vận tốc hành trình: 255 km/h (137 kn, 158 mph)
- Tầm bay: 1.100 km (594 nmi, 683 mi)
- Trần bay: 7.300 m (24.000 ft)
- Vận tốc lên cao: 7,5 m/s (1.476 ft/phút)
- Lực nâng của cánh: 78,4 kg/m² (16,1 lb/ft²)
- Lực đẩy/trọng lượng: 184 W/kg (0,112 hp/lb)

### Vũ khí
- Súng: 1 × súng máy MG 17 7,92 mm (.312 in) và 1 × súng máy MG 15 7,92 (.312 in)
- Bom: 1 × 800 kg (1.764 lb) ngư lôi hoặc 500 kg (1,102 lb) bom